# Musée national de Bosnie-Herzégovine
Le musée national de Bosnie-Herzégovine est un musée situé en Bosnie-Herzégovine, sur le territoire de la ville de Sarajevo. Il a été créé en 1888.
Le bâtiment du musée, construit en 1850 et agrandi en 1913 selon des plans de l'architecte Karel Pařík, est inscrit sur la liste provisoire des monuments nationaux de Bosnie-Herzégovine.
Sa bibliothèque contient plus de 162 000 volumes.
Depuis décembre 2012, le musée est fermé, faute de fonds publics pour entretenir les collections et payer les employés. Malgré tout, une cinquantaine d'entre eux, conservateurs, anciens gardiens et jardiniers, viennent, chaque jour, pour l'entretenir.
Le musée a rouvert en septembre 2015 à la suite d'une donation américaine.

## Architecture
Le musée constitué de plusieurs ailes est de style austro-hongrois. 

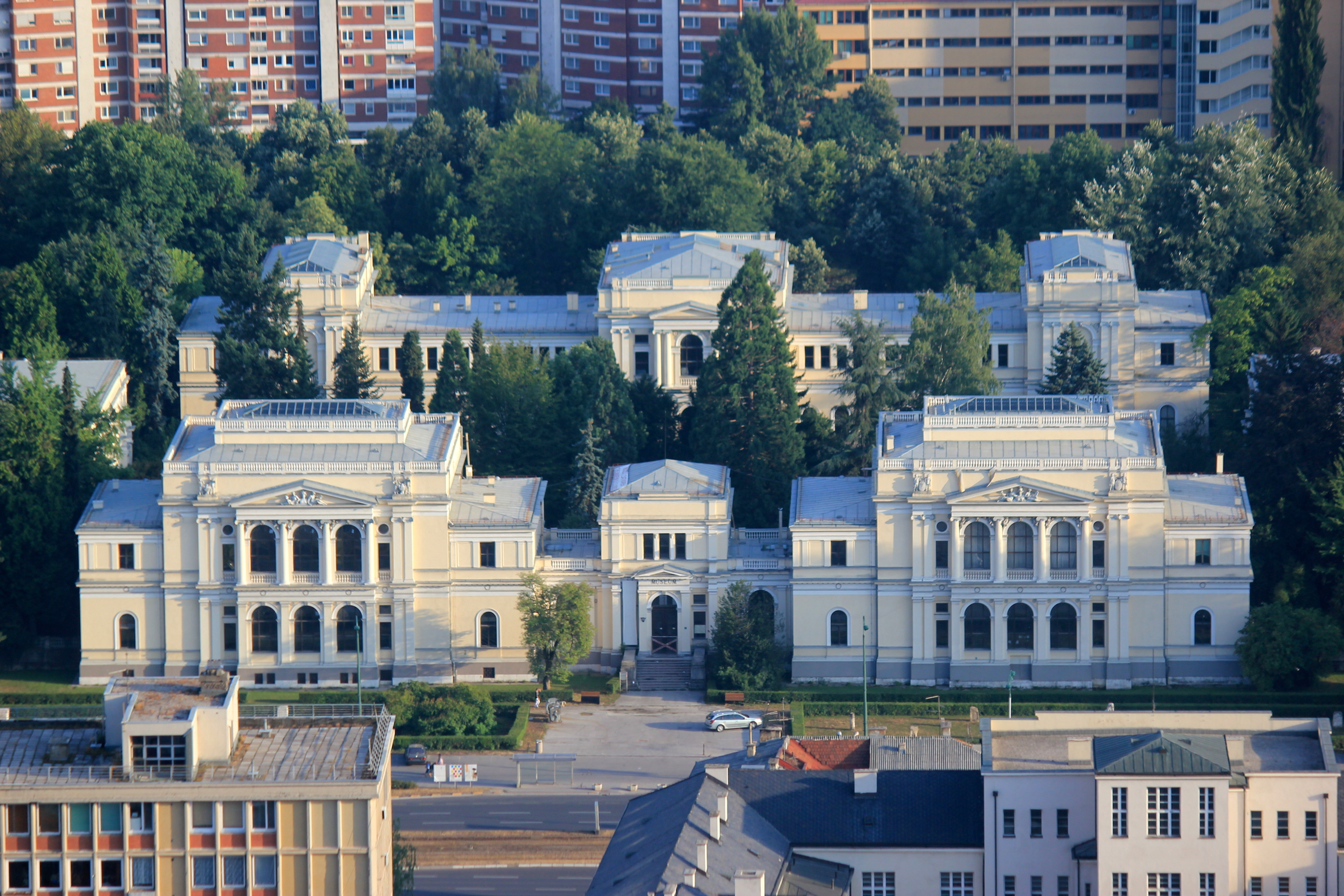
Le musée vu depuis la tour Avaz

## Collections
Le musée est constitué de différentes ailes abritant un département d'archéologie, un département d'histoire naturelle et un département d'ethnologie. La pièce la plus connue du musée est une Haggadah, un livre juif du XIVe siècle, richement illustrée. Mais le musée contient surtout les traces du passé commun de l'actuelle Bosnie-Herzégovine : traces de la culture de l'Illyrie, ce royaume antique des Balkans, et panorama empaillé - dans les collections d'histoire naturelle - de la faune et de la flore du pays. Dans le jardin botanique, des stećci (voir illustration), larges tombes chrétiennes médiévales, côtoient des sépultures musulmanes plus tardives.

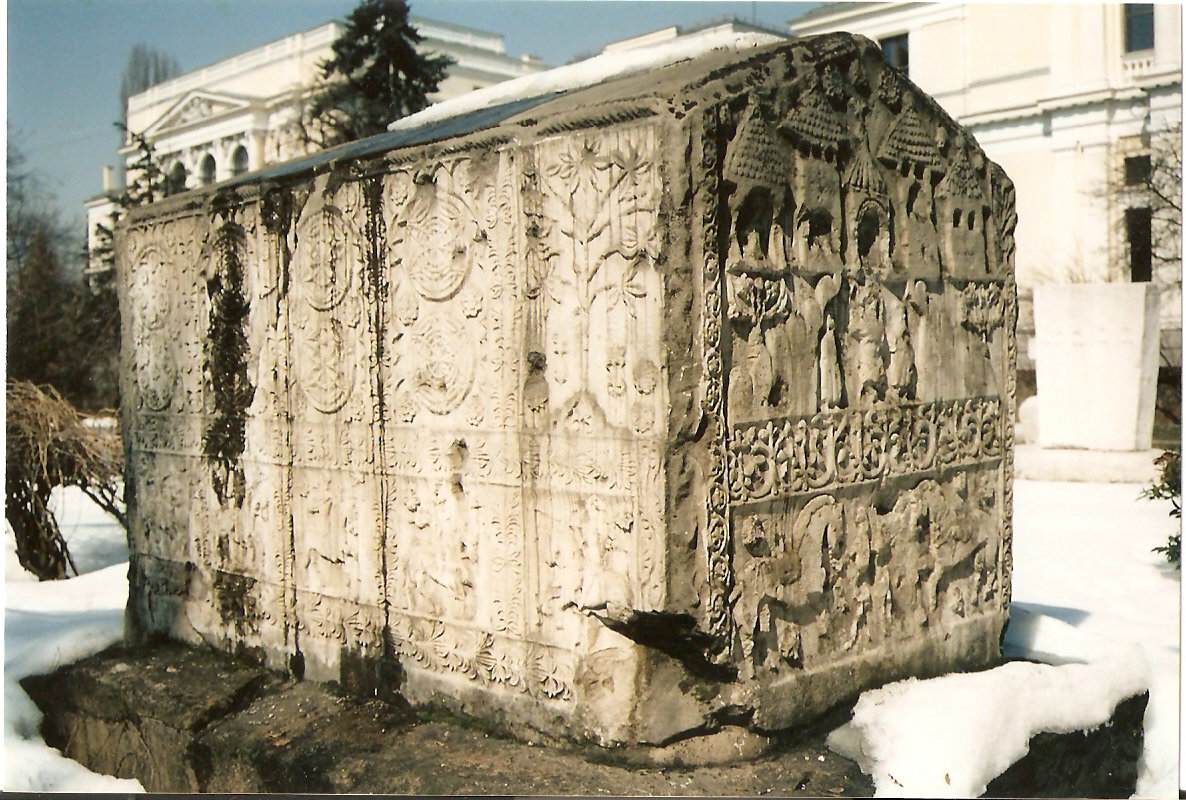
Un stećak dans la cour du musée
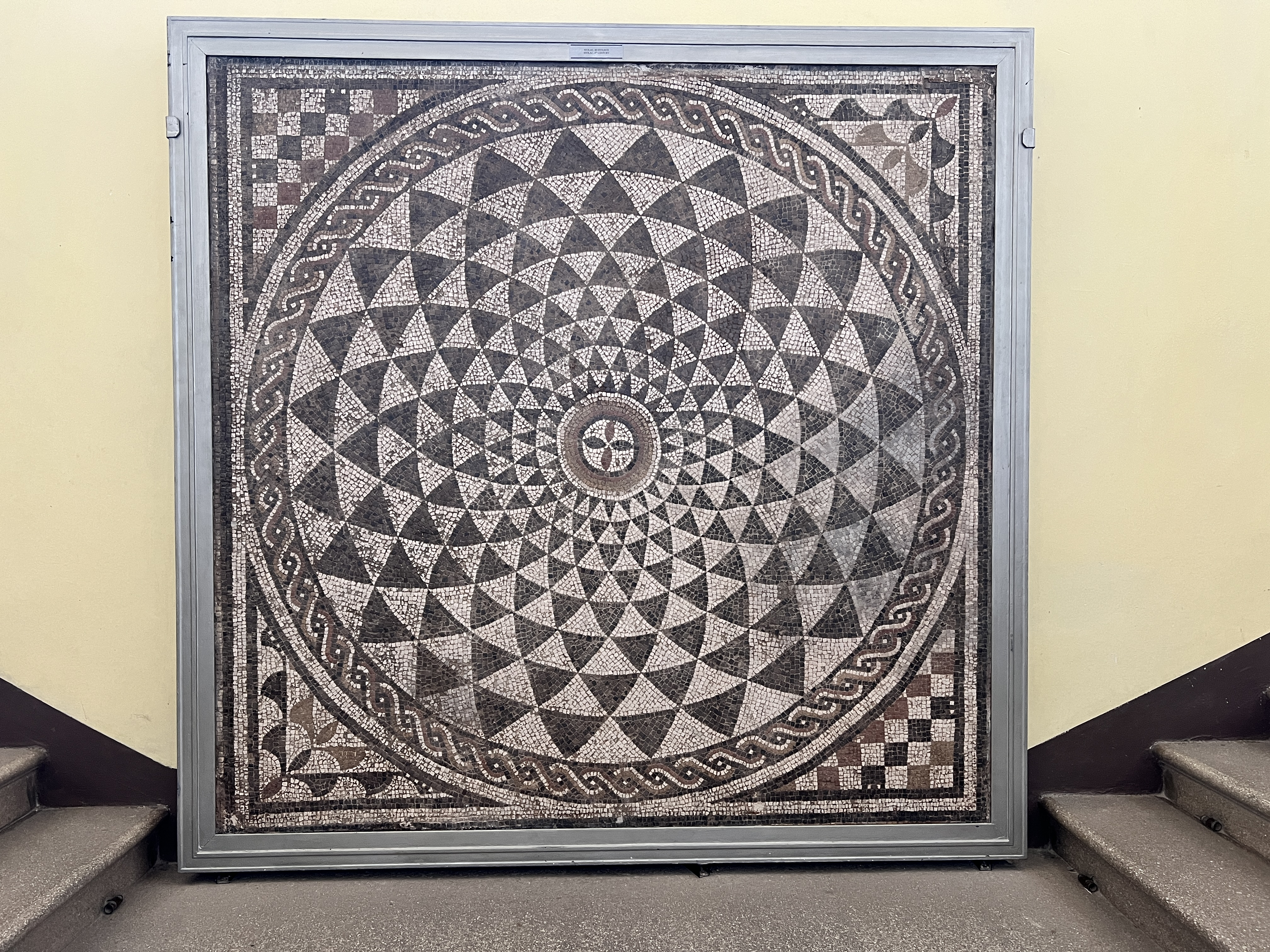
Mosaïque du IIIe siècle provenant de Stolac
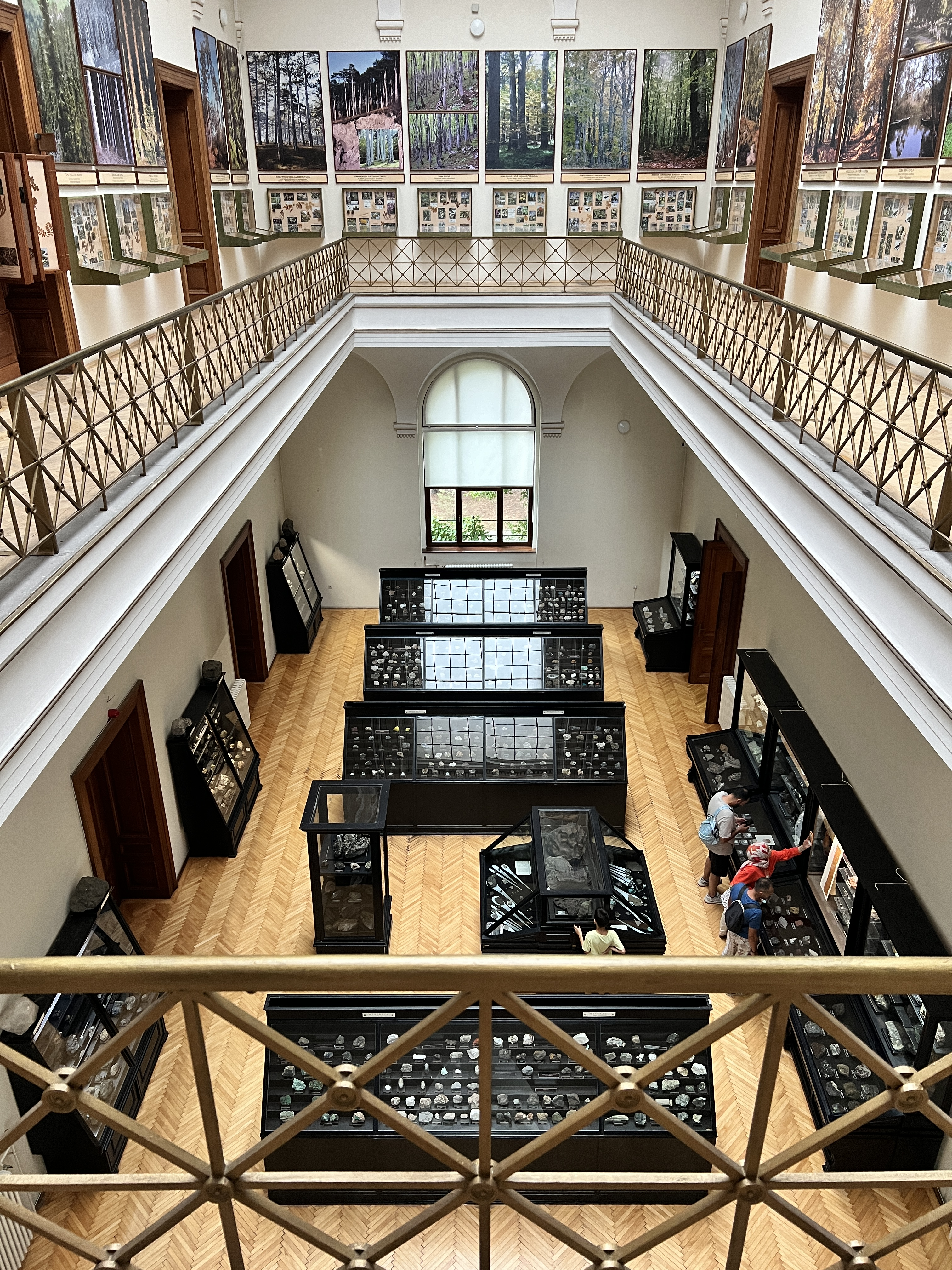
La collection de roches
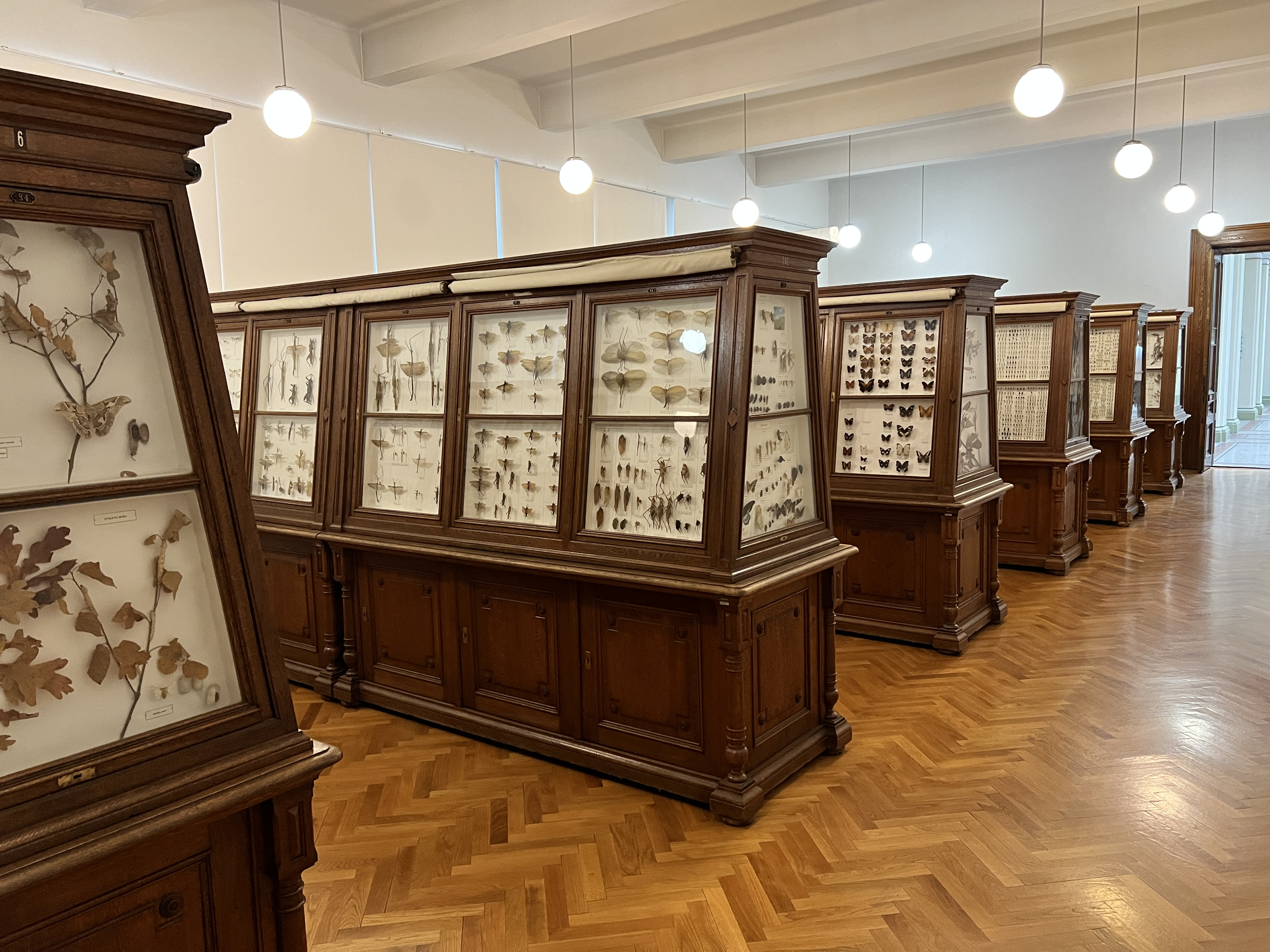
La collection d'insectes
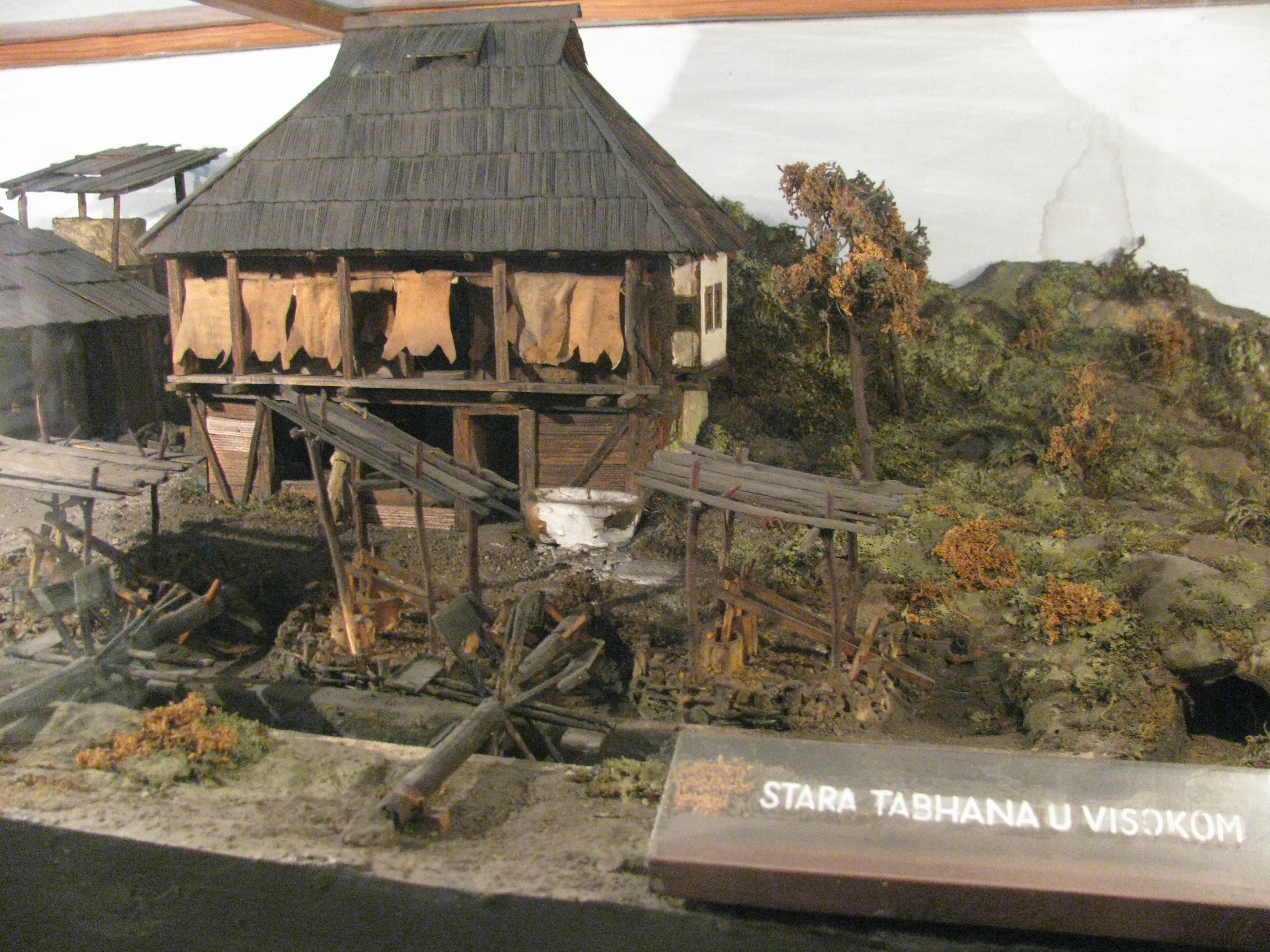
Une maquette d'un village traditionnel